# Władysław Zygmunt Traczyk
Władysław Zygmunt Traczyk (ur. 27 czerwca 1928 w Warszawie, zm. 27 lutego 2009 – polski profesor fizjolog.

## Życiorys
W 1946 roku ukończył Państwowe Gimnazjum i Liceum im. Stefana Batorego w Warszawie, a w 1951 roku studia na Akademii Medycznej w Warszawie. Następnie w latach 1950–1952 pracował na macierzystej uczelni jako asystent. W latach 1952–1956 podjął studia aspiranckie przy Katedrze Fizjologii I Moskiewskiego Instytutu Medycznego, gdzie na podstawie rozprawy pt. „Stany czynnościowe wyższych ośrodków układu nerwowego, a czynność układu przysadkowo-nadnerczowego” uzyskał stopień doktora (kandydata) nauk medycznych. W 1962 roku – w wieku 34 lat habilitował się na Wydziale Lekarskim Akademii Medycznej w Warszawie na podstawie monografii pt. „Wpływ niektórych fizjologicznie aktywnych związków wprowadzonych do komór mózgowych na czynność odruchową i potencjały bioelektryczne mózgu”. Od 1963 roku był pracownikiem naukowo-dydaktycznym w Akademii Medycznej w Łodzi. W okresie pracy w Łodzi, uzyskał tytuł naukowy profesora nadzwyczajnego w 1973 roku i profesora zwyczajnego w 1980 roku.
Władysław Traczyk ma w swym dorobku ponad 200 publikacji indywidualnych i zespołowych. Oprócz prac naukowych publikowanych na łamach wielu czasopism specjalistycznych krajowych i zagranicznych, był także autorem ważnych dla kształcenia studentów, lekarzy i innych pracowników nie tylko zawodów medycznych podręczników i skryptów. Był współautorem m.in. podręcznika „Fizjologia człowieka”, współredaktorem i współautorem zbiorowego podręcznika „Fizjologia człowieka z elementami fizjologii klinicznej”, autorem podręcznika „Fizjologia człowieka w zarysie”, redaktorem „Wskazówek do ćwiczeń z fizjologii”, współautorem wraz z prof. B. Gołąbem i doc. M. Karaskiem „Anatomii i fizjologii człowieka”– podręcznika dla studentów farmacji, redaktorem polskiego przekładu W.F. Ganonga: „Fizjologia - podstawy fizjologii lekarskiej”.

## Nagrody
- Nagroda Ministra Zdrowia i Opieki Społecznej I st. (zespołowa) (1971)[1]
- Nagroda Ministra Zdrowia i Opieki Społecznej za współautorstwo podręczników akademickich (1972)[1]
- Nagroda Naukowe Zespołowa Sekretarza Naukowego Państwowej Akademii Nauk (1975 i 1979)[1]
- Nagroda Ministra Zdrowia i Opieki Społecznej za autorstwo podręczników akademickich (1977)[1]
- Zasłużony Nauczyciel Rzeczpospolitej Ludowej (1989)[1]
- Medal za Zasługi dla Uczelni Akademii Medycznej w Łodzi (1995)[1]
- Nagroda Ministra Zdrowia i Opieki Społecznej za podręcznik „Fizjologia człowieka w zarysie” (1998)[1]
- Krzyż Kawalerski (1974)[1]
- Krzyż Oficerski (1985)[1]